# Roger Chaffee
Roger Bruce Chaffee (Grand Rapids, 15 de fevereiro de 1935 – Cabo Kennedy, 27 de janeiro de 1967) foi um astronauta estadunidense. Filho de Don Chaffee, piloto aéreo em parques de diversões na área rural. Em setembro de 1953 foi estudar no Instituto de Tecnologia de Illinois em Chicago.  Em 1957 completou seu treinamento como piloto naval e graduado em Engenharia Aeronáutica pela Universidade Purdue.
Em 1958 participou de treinamentos em porta-aviões e logo após foi piloto de reconhecimento aéreo da Marinha dos Estados Unidos. Em 1962 fez seu curso de mestrado no Air Force Institute of Technology at Wright-Patterson AFB, onde se formou Mestre em Engenharia de Confiabilidade. Na mesma época se inscreveu num teste de seleção para astronautas e em 1963 foi escolhido entre 14 deles para o programa lunar da NASA, o Programa Apollo.
Morreu asfixiado em 27 de janeiro de 1967, junto com os astronautas Gus Grisson e Edward White, em um incêndio dentro da cabine da nave Apollo 1.